# Цілуй мене знову
Цілуй мене знову (англ. Kiss Me Again) — німий чорно-білий, втрачений фільм 1925 року.
У 1931 році знятий кольоровий ремейк картини в жанрі мюзикл опперети «Поцілуй мене знову» з дочірнім підприємством First National Pictures.

## Сюжет
Молода жінка Лулу Флері пристрасно закохана в красивого музиканта Моріса Феррера. На піку цього захоплення вона просить розлучення а у свого чоловіка, Гастона Флері. Той, не бажаючи видавати своїх справжніх почуттів, погоджується відпустити її. Лулу уражена його поступливістю і після того, як роман з Морісом набридає їй, спрямовує свої зусилля на те, щоб знову завоювати Гастона.

## В ролях
- Марі Прево
- Монті Блю
- Клара Боу